# USWA Television Championship
L'USWA Television Championship è stato un titolo di breve durata federazione di wrestling United States Wrestling Association.

## Storia
Questo titolo fu disputato per circa due anni ed in cui furono combattuti solo cinque match.

## Albo d'oro
| Lottatore                                       | Regni | Data           | Luogo   | Note                                                       |
| ----------------------------------------------- | ----- | -------------- | ------- | ---------------------------------------------------------- |
| The Road Dogg                                   | 1     | 13 aprile 1996 | Memphis | Vincendo una battle royal.                                 |
| Tony Falk                                       | 1     | 4 maggio 1996  | Memphis |                                                            |
| The Road Dogg                                   | 2     | 19 maggio 1996 | Memphis |                                                            |
| Vacante                                         |       | 10 giugno 1996 |         | Dogg perse un Loser Leaves Town match contro Jeff Jarrett. |
| Brickhouse Brown                                | 1     | 15 giugno 1996 | Memphis | Sconfisse Bart Sawyer.                                     |
| Wolfie D                                        | 1     | 19 giugno 1996 | Memphis |                                                            |
| Jamie Dundee                                    | 1     | 31 agosto 1996 | Memphis |                                                            |
| Titolo ritirato                                 |       | 1997           |         |                                                            |
| Nel novembre 1997 ci fu la chiusura della USWA. |       |                |         |                                                            |